# シチズンズ・ユナイテッド対FEC裁判
シチズンズ・ユナイテッド対FEC裁判（シチズンズユナイテッド たい エフイーシー さいばん）は、アメリカ合衆国における選挙の際のコマーシャルの放映について、2010年にアメリカ合衆国最高裁判所が行った裁判である。この裁判では、組合、営利団体、非営利団体に対して、本選挙の60日以内及び予備選挙の30日以内にテレビコマーシャルを放映することを禁止しているBipartisan Campaign Reform Actの一部規定は、アメリカ合衆国憲法修正第1条の表現の自由に反しており、違憲であるという判断を下した。